# エイチームウェルネス
株式会社エイチームウェルネス（英: Ateam Wellness Inc.）は、愛知県名古屋市に本社を置く日本の企業。
株式会社エイチームの完全子会社。

## 概要
中古車一括査定サービス「ナビクル」、女性の体調管理サービス「ラルーン」、お墓や葬儀・終活などのライフエンディングサービス「Life.（ライフドット ）」、不動産一括査定「すまいうる」などのウェブサービスを提供している。

## 沿革
- 2013年 8月 - 株式会社エイチームから、車査定・車買取サイト事業、金融事業を分離し、100%子会社の株式会社エイチームライフスタイルを設立[2]
- 2015年 12月 - 本社を大名古屋ビルヂングに移転[3]
- 2017年 3月 - 独自のプレミアムフライデー制度「コミットFriday」導入。[4]
- 2017年 7月 - 大阪オフィス開設
- 2018年 3月 - 株式会社リンクアンドモチベーションが主催する「ベストモチベーションチームアワード2018」を受賞[5]
- 2018年 7月 -  妊活サプリ『minorie（ミノリエ）』の通信販売を開始[6]
- 2018年 12月 - ラルーンユーザー600万人の声から誕生したママのための葉酸サプリ『みのりえ葉酸』 通信販売を開始[7]
- 2019年 2月 - 金融メディア事業を分離し、株式会社エイチームフィナジーを分社化[8]

## 主なサービス
- ナビクル
  - 車の一括査定・買取サイト
- ナビクルcar
  - 車の総合情報サイト
- 健康食品minorie/みのりえ葉酸 
  - 赤ちゃんとママのためのサプリメント
- ラルーン
  - 生理日・排卵日が予測できる女性のための体調管理アプリ
- Life.（ライフドット）
  - お墓・霊園探し、ライフエンディングの総合情報サイト